# On purge bébé
On purge bébé is een Franse filmkomedie uit 1931 onder regie van Jean Renoir. 

## Verhaal
Een zakenman wil po's leveren aan een legerkazerne. Zijn gezin stuurt een afspraak met een legerfunctionaris echter volledig in de war.

## Rolverdeling
| Acteur            | Personage          |
| ----------------- | ------------------ |
| Marguerite Pierry | Julie Follavoine   |
| Jacques Louvigny  | Follavoine         |
| Michel Simon      | Chouilloux         |
| Olga Valéry       | Mevrouw Chouilloux |
| Nicole Fernandez  | Rose               |
| Fernandel         | Truchet            |
| Sacha Tarride     | Toto               |